# Oxygen Interactive
Oxygen Interactive Software Ltd. era una casa di produzione videoludica fondata nel 2001 da Jim Scott, ha cominciato come un gruppo di aziende che includeva svariati grossisti del Regno Unito e inizialmente rilasciato diversi videogiochi per PC tra cui Earth 2150: Lost Souls (della pluripremiata serie Earth 2150).

## Storia
Oxygen Interactive ha poi pubblicato nel 2003 il suo primo videogioco "Perfect Ace: Pro Tournament Tennis" per PlayStation 2 in concomitanza con il torneo di Wimbledon.
Nello stesso anno, Kevin Hassall è stato nominato membro del CdA per lo sviluppo di solide relazioni con gli sviluppatori e per la supervisione aziendale.
Nel 2004 l'azienda è stata lanciata come società indipendente e Matt Bass nominato come Direttore Finanziario nel CdA ed è stata pianificata la strategia dei successivi cinque anni.
Nel Dicembre del 2004 ha collaborato con Kuju Entertainment Ltd. per rilasciare Conspiracy: Weapons of Mass Destructions (PlayStation 2 / Xbox / Windows), Pilot Down (PlayStation 2 / Xbox / Windows) e Perfect Ace 2: The Championship (PlayStation 2 / Windows) tutti rilasciati nel 2005.
Nel 2007 ha espanso le sue operazioni con la creazione di una branca statunitense nell'America del Nord, la stessa Oxygen possedeva due etichette di pubblicazioni videoludiche "Liquid Games" e "Oxygen", per un breve periodo di tempo, vi era anche presente una divisione interna chiamata "Oxygen Interactive Studios Ltd." creata nel 2007 e messa in vendita nel Gennaio del 2009.
L'8 ottobre 2009, la società annunciò ai suoi azionisti di essere entrata in amministrazione controllata. L'ex CEO Jim Scott riacquistò rapidamente gli asset e la proprietà intellettuale dell'editore tramite un accordo e continuò a vendere i titoli di Oxygen Games, operando come OG International e portando con sé undici membri dello staff originale.
Questa mossa non solo turbò i creditori dell'azienda originale, ma chiuse definitivamente la collaborazione con il gruppo italiano Twelve Srl. che aveva precedentemente già reciso i legami con Oxygen Games, Twelve Srl. ha anche contestato l'editore non abbia pagato il denaro dovuto e che la OG International possedesse i diritti di pubblicazione e distribuzione del loro titolo CID The Dummy.

## Videogiochi pubblicati e/o sviluppati
| Anno | Titolo                                  | Piattaforma               |
| ---- | --------------------------------------- | ------------------------- |
| 2000 | C64 ClassiX                             | Linux, Windows            |
| 2001 | Earth 2150: Lost Souls                  | Windows                   |
| 2002 | Amiga Classics                          | Windows, Linux            |
| 2002 | March! Offworld Recon                   | Windows                   |
| 2002 | Darkened Skye                           | Windows, GameCube         |
| 2002 | Time of Defiance                        | Windows                   |
| 2002 | Paradise Cracked                        | Windows                   |
| 2002 | Echelon: Wind Warriors                  | Windows                   |
| 2002 | Midnight Nowhere                        | Windows                   |
| 2002 | Spells of Gold                          | Windows                   |
| 2003 | Arcade Classics                         | Windows, Amiga            |
| 2003 | Perfect Ace: Pro Tournament Tennis      | Windows, PlayStation 2    |
| 2003 | Three In One: Sports Compilation        | Windows                   |
| 2004 | International Golf Pro                  | Windows, PlayStation 2    |
| 2004 | Junior Board Games                      | PlayStation 2             |
| 2004 | Maximum Racing: Rally Racer             | Windows, PlayStation 2    |
| 2005 | Conspiracy: Weapons of Mass Destruction | Windows, PlayStation 2    |
| 2005 | Family Board Games                      | Windows, PlayStation 2    |
| 2005 | Formula Challenge                       | Windows, PlayStation 2    |
| 2005 | Perfect Ace 2: The Championships        | Windows, PlayStation 2    |
| 2005 | GT Racers                               | Windows, PlayStation 2    |
| 2005 | Pilot Down: Behind Enemy Lines          | Windows, PlayStation 2    |
| 2005 | World Championship Poker 2              | PlayStation 2, Xbox       |
| 2006 | Quest for Sleeping Beauty               | PlayStation 2             |
| 2006 | Dance Fest                              | PlayStation 2             |
| 2006 | Street Dance                            | PlayStation 2             |
| 2006 | ProStroke Golf: World Tour 2007         | Windows, PlayStation 2    |
| 2006 | Hard Rock Casino                        | PlayStation 2, PSP        |
| 2006 | PDC World Championship Darts            | Windows, PlayStation 2    |
| 2007 | Winter Sports                           | Windows, PlayStation 2    |
| 2007 | Robin Hood's Quest                      | Windows, PlayStation 2    |
| 2007 | The Snow Queen Quest                    | Windows, PlayStation 2    |
| 2007 | The Quest for Aladdin's Treasure        | Windows, PlayStation 2    |
| 2007 | Chronos Twin                            | Nintendo DS, Nintendo DSi |
| 2007 | Alan Hansen's Sports Challenge          | Windows, PlayStation 2    |
| 2007 | Cheggers Party Quiz                     | Windows, PlayStation 2    |
| 2007 | King of Clubs                           | PlayStation 2, PSP        |
| 2008 | PDC World Championship Darts 2008       | Windows, PlayStation 2    |
| 2008 | Powershot Pinball Constructor           | Nintendo DS               |
| 2008 | Pirates: The Key of Dreams              | Nintendo Wii              |
| 2008 | My Dress-Up                             | Nintendo DS               |
| 2008 | My Make-Up                              | Nintendo DS               |
| 2008 | My Secret Diary                         | Nintendo DS               |
| 2009 | CID the Dummy                           | Windows, PlayStation 2    |
| 2009 | Hysteria Hospital: Emergency Ward       | Windows, Nintendo DS      |
| 2009 | 8BallAllstars                           | Nintendo DS               |